# Doãn Quốc Đam
Đào Trọng Hùng (sinh ngày 9 tháng 9 năm 1988), thường được biết đến với nghệ danh Doãn Quốc Đam, là một nam diễn viên người Việt Nam. Được giới truyền thông mệnh danh là "gã lập dị" của điện ảnh Việt Nam, anh được biết đến qua các bộ phim truyền hình Người phán xử, Lặng yên dưới vực sâu, Quỳnh búp bê, Mê cung, Sinh tử, Hướng dương ngược nắng, Hồ sơ cá sấu, Phố trong làng, Thương ngày nắng về, Đấu trí, Gia đình mình vui bất thình lình và phim điện ảnh Đào, phở và piano.

## Tiểu sử
Doãn Quốc Đam từng là sinh viên của Trường Đại học Sân khấu - Điện ảnh Hà Nội. Năm 2018, anh để lại ấn tượng với khán giả qua bộ phim Quỳnh búp bê với vai diễn Cảnh "soái ca". Năm 2019, anh tiếp tục với vai diễn Fedora/"Fotomat" Long Nhật trong bộ phim Mê cung thuộc loạt phim Cảnh sát hình sự nổi tiếng. Năm 2020, Doãn Quốc Đam nhận được Giải Cánh diều vàng đầu tiên trong sự nghiệp của anh cho "Nam diễn viên phụ xuất sắc trong phim truyền hình" qua bộ phim Mê cung.

## Tác phẩm

### Phim truyền hình
| Năm  | Phim                                | Kênh        | Vai                          | Vai trò        | Đạo diễn                                           | Bạn diễn                                                                                                   | Nguồn                                            |
| ---- | ----------------------------------- | ----------- | ---------------------------- | -------------- | -------------------------------------------------- | --- | ------------------------------------------------ |
| 2011 | Mùa tinh khôi                       | VTV3        | Đạt                          | Vai phụ        | Đào Duy Phúc                                       | Thuỳ Liên, Đình Chiến, Thuý Vi, Hùng Chilhyun                                                              |                                                  |
| 2013 | Giọt nước rơi                       | VTV3        | Tú                           | Vai phụ        | Bùi Quốc Việt                                      | Chi Pu, Hồng Đăng, Bảo Thanh, Trần Đức, Thanh Quý                                                          |                                                  |
| 2013 | Cảnh sát hình sự: Bản di chúc bí ẩn | VTV3        | Hoàng Tùng                   | Vai phụ        | Trịnh Lê Phong                                     | Lan Hương, Đỗ Kỷ, Phan Anh, Mạnh Hưng, Vũ Hải, Quỳnh Hoa                                                   | [ 9 ] [ 10 ]                                     |
| 2013 | Chạm tay vào nỗi nhớ                | VTV3        | Mễ                           | Vai phụ        | Vũ Hồng Sơn                                        | Saetti Baggio, Diệp Anh, Thanh Sơn                                                                         | [ 11 ] [ 12 ] [ 13 ] [ 14 ]                      |
| 2015 | Khi đàn chim trở về 3               | VTV1        | Lâm "Voi"                    | Vai phụ        | Nguyễn Danh Dũng                                   | Việt Anh                                                                                                   |                                                  |
| 2015 | Cảnh sát hình sự: Câu hỏi số 5      | VTV3        | Khánh "Què"                  | Vai phụ        | Bùi Quốc Việt                                      | Chí Nhân, Kiều Thanh                                                                                       | [ 15 ] [ 16 ] [ 17 ] [ 18 ] [ 19 ] [ 20 ] [ 21 ] |
| 2015 | Khép mắt chờ ngày mai               | VTV3        | Long                         | Vai phụ        | Vũ Trường Khoa                                     | Như Quỳnh, Ngọc Tản, Khuất Quỳnh Hoa, Mạnh Cường                                                           |                                                  |
| 2015 | Bạch mã hoàng tử                    | VTV3        | Huấn                         | Vai phụ        | Vũ Minh Trí                                        | Phạm Anh Tuấn, Nguyễn Minh Trang, Đỗ Hà Anh, Bùi Hà Anh                                                    | [ 22 ] [ 23 ] [ 24 ] [ 25 ] [ 26 ]               |
| 2016 | Mạch ngầm vùng biên ải              | VTV1        | Đường                        | Vai phụ        | Bùi Huy Thuần                                      | Đình Tú, Bảo Anh                                                                                           |                                                  |
| 2016 | Lựa chọn cuối cùng                  | VTV1        | Kiên                         | Vai phụ        | Vũ Hồng Sơn                                        | Mạnh Cường, Chí Nhân, Thanh Sơn, Minh Hà                                                                   |                                                  |
| 2017 | Cảnh sát hình sự: Người phán xử     | VTV3        | Trần Tú                      | Vai phụ        | Nguyễn Mai Hiền, Nguyễn Khải Anh, Nguyễn Danh Dũng | Bảo Thanh, Hồng Đăng, Việt Anh, Trọng Hùng                                                                 | [ 27 ] [ 28 ] [ 29 ] [ 30 ] [ 31 ]               |
| 2017 | Lặng yên dưới vực sâu               | VTV3        | Phống                        | Vai chính      | Đào Duy Phúc                                       | Phương Oanh, Đình Tú, Hương Giang                                                                          | [ 32 ] [ 33 ] [ 34 ]                             |
| 2018 | Quỳnh búp bê                        | VTV1, VTV3  | Cảnh                         | Vai chính      | Mai Hồng Phong                                     | Phương Oanh, Thu Quỳnh, Thanh Hương                                                                        | [ 35 ] [ 36 ] [ 37 ]                             |
| 2019 | Xin chào, người lạ ơi!              | VTV1        | Sơn                          | Vai chính      | Trịnh Lê Phong                                     | Tiến Lộc, Phanh Lee, Thanh Hương, Trọng Trinh, Hương Dung                                                  |                                                  |
| 2019 | Ánh sáng trước mặt                  | VTV8        | Định                         | Vai phụ        | Trần Hoài Sơn, Nguyễn Danh Dũng                    | Trần Nghĩa, Đỗ Duy Nam, Phan Minh Huyền, Bảo Thanh                                                         |                                                  |
| 2019 | Cảnh sát hình sự: Mê cung           | VTV3        | Fedora/Nhật "Fotomat"        | Vai phụ        | Nguyễn Khải Anh, Trần Trọng Khôi                   | Hồng Đăng, Hoàng Thuỳ Linh, Việt Anh, Phan Thắng                                                           | [ 38 ] [ 39 ] [ 40 ] [ 41 ] [ 42 ]               |
| 2019 | Sinh tử                             | VTV1        | Thượng tá Đào Duy Thông      | Vai phụ        | Khải Hưng, Nguyễn Mai Hiền                         | Mạnh Trường, Việt Anh, Thanh Hương, Duy Hưng                                                               | [ 43 ] [ 44 ] [ 45 ]                             |
| 2020 | Cảnh sát hình sự: Hồ sơ cá sấu      | VTV3        | Cương "Chột"                 | Vai chính      | Nguyễn Mai Hiền                                    | Hoàng Hải, Kiều Anh, Mạnh Trường, Bảo Anh, Phan Minh Huyền, Ngọc Quỳnh, Lan Phương                         | [ 46 ] [ 47 ] [ 48 ] [ 49 ] [ 50 ] [ 51 ]        |
| 2020 | Hướng dương ngược nắng              | VTV3        | Phúc                         | Vai chính      | Vũ Trường Khoa                                     | Hồng Diễm, Lương Thu Trang, Việt Anh, Hồng Đăng                                                            | [ 52 ] [ 53 ] [ 54 ] [ 55 ] [ 56 ] [ 57 ] [ 58 ] |
| 2020 | Gái ngàn đô                         | Galaxy Play | Vinh                         | Vai chính      | Bùi Huy Thuần                                      | Quỳnh Lương, Bảo Anh, Ngọc Quỳnh                                                                           | [ 59 ] [ 60 ]                                    |
| 2021 | Hương vị tình thân                  | VTV1        | Ông Sinh (lúc trẻ)           | Vai phụ        | Nguyễn Danh Dũng                                   | Phương Oanh, Mạnh Trường, Võ Hoài Nam, Công Lý, Đỗ Duy Nam                                                 | [ 61 ] [ 62 ] [ 63 ]                             |
| 2021 | Thương ngày nắng về                 | VTV3        | Đông Phong                   | Vai chính      | Bùi Tiến Huy, Vũ Trường Khoa                       | Thanh Quý, Đình Tú, Phan Minh Huyền, Nguyễn Ngọc Huyền, Quang Trọng                                        | [ 64 ] [ 65 ] [ 66 ] [ 67 ] [ 68 ] [ 69 ] [ 70 ] |
| 2021 | Phố trong làng                      | VTV1        | Vũ Văn Mến                   | Vai chính      | Nguyễn Mai Hiền                                    | Phạm Anh Tuấn, Duy Hưng, Ngô Lệ Quyên, Mạnh Đạt, Lê Tuấn Anh, Lưu Duy Khánh, Phùng Đức Hiếu, Phạm Ngọc Anh | [ 71 ] [ 72 ] [ 73 ] [ 74 ] [ 75 ]               |
| 2022 | Thương ngày nắng về 2               | VTV3        | Đông Phong                   | Vai chính      | Bùi Tiến Huy, Vũ Trường Khoa                       | Thanh Quý, Lan Phương, Đình Tú, Phan Minh Huyền, Nguyễn Ngọc Huyền, Quang Trọng                            |                                                  |
| 2022 | Đấu trí                             | VTV1        | Phan Đình Tuấn (Tuấn "nháy") | Vai chính      | Nguyễn Danh Dũng, Bùi Quốc Việt, Nguyễn Đức Hiếu   | Trung Anh, Thanh Sơn, Lương Thu Trang, Nguyệt Hằng, Phạm Anh Tuấn, Xuân Phúc, Anh Đào                      |                                                  |
| 2022 | Gái ngàn đô 2                       | Galaxy Play | Vinh                         | Vai chính      | Bùi Huy Thuần                                      | Yumi Thiên Nga, Ngọc Quỳnh, Bảo Anh, Sỹ Hưng, Ánh Ngọc, Ngọc Anh                                           |                                                  |
| 2022 | Gara hạnh phúc                      | VTV3        | Người khiếm thị              | Cameo (2 tập)  | Bùi Quốc Việt                                      | Quỳnh Kool, Nguyễn Hoàng Ngọc Huyền, Bảo Anh, Duy Hưng, Bình An, Phạm Anh Tuấn                             |                                                  |
| 2022 | Hành trình công lý                  | VTV3        | Hoàng Minh Cường             | Vai phụ        | Nguyễn Mai Hiền                                    | Minh Hoà, Đức Hùng, Việt Anh, Hà Việt Dũng, Hồng Diễm, Thu Quỳnh, Quốc Huy, Thanh Hương                    |                                                  |
| 2023 | Gia đình mình vui bất thình lình    | VTV3        | Nguyễn Văn Thành             | Vai chính      | Nguyễn Đức Hiếu, Lê Đỗ Ngọc Linh                   | Bùi Bài Bình, Lan Hương 'Bông', Lan Phương, Kiều Anh, Khả Ngân, Quang Sự, Thanh Sơn                        |                                                  |
| 2023 | Lof Ba Vì – Sứ mệnh yêu thương      | VieON       | Mr. Cois/Chúa Trịnh          | Vai chính      | Nguyễn Đức Nhật Thanh                              | Xuân Bắc, Chiều Xuân, Thu Quỳnh, Song Luân, Xuân Nghị                                                      |                                                  |
| 2023 | Làng trong phố                      | VTV1        | Vũ Văn Mến                   | Vai chính      | Nguyễn Mai Hiền                                    | Ngô Lệ Quyên, Duy Hưng                                                                                     |                                                  |
| 2024 | Mình yêu nhau, bình yên thôi        | VTV3        | Lâm                          | Vai chính      | Lê Đỗ Ngọc Linh                                    | Thanh Sơn, Vũ Việt Hoa, Nguyễn Trọng Lân, Maya                                                             |                                                  |
| 2024 | Những nẻo đường gần xa              | VTV1        | Ông Dũng                     | Khách mời      | Nguyễn Mai Hiền                                    | |                                                  |
| 2024 | Nữ luật sư                          | SCTV14      | Hai Nâu                      | Vai chính      | Trọng Trinh                                        | Trung Dũng, Ngọc Quỳnh, Kim Tuyến                                                                          |                                                  |
| 2024 | Độc đạo                             | VTV3        | Lê Vũ Hồng                   | Vai chính      | Phạm Gia Phương, Trần Trọng Khôi                   | |                                                  |
| 2025 | Không thời gian                     | VTV1        | Lính canh kho muối           | 1 tập (tập 38) | Nguyễn Danh Dũng, Nguyễn Đức Hiếu                  | |                                                  |
| 2025 | Gió ngang khoảng trời xanh          | VTV3        | Hải Đăng                     |                | Lê Đỗ Ngọc Linh                                    | Đỗ Phương Oanh, Đức Khuê, Tú Oanh                                                                          |                                                  |

### Phim điện ảnh
| Năm  | Phim               | Vai     | Vai trò   | Đạo diễn            | Bạn diễn                                                 | Nguồn                |
| ---- | ------------------ | ------- | --------- | ------------------- | -------------------------------------------------------- | -------------------- |
| 2020 | Cuốc xe nửa đêm    | Lực     | Vai phụ   | Nguyễn Nguyên Hoàng | Trương Minh Quốc Thái, Hoàng Yến Chibi, Quách Ngọc Tuyên | [ 76 ] [ 77 ] [ 78 ] |
| 2023 | Đào, phở và piano  | Văn Dân | Vai chính | Phi Tiến Sơn        | Trần Lực, Trung Hiếu, Tuấn Hưng                          |                      |
| 2026 | Trên con đường mới |         |           | Trần Bảo Sơn        | Quang Sự, Hoàng Hải                                      |                      |

## Đời tư
Doãn Quốc Đam là một người rất kín tiếng về đời tư. Năm 2017, anh kết hôn với Thu Thảo sau thời gian 2 năm yêu nhau.

## Đại sứ
- Game Chiến Giới 4D[79]

## Giải thưởng và đề cử
| Lễ trao giải              | Năm  | Hạng mục                                         | Tác phẩm đề cử    | Kết quả   | Nguồn                |
| ------------------------- | ---- | ------------------------------------------------ | ----------------- | --------- | -------------------- |
| Ấn tượng VTV              | 2019 | Nam diễn viên Ấn tượng                           | Mê cung           | Đề cử     | [ 80 ] [ 81 ] [ 82 ] |
| Cánh Diều Vàng            | 2020 | Nam diễn viên phụ xuất sắc phim truyền hình      | Mê cung           | Đoạt giải | [ 83 ] [ 84 ] [ 85 ] |
| Liên hoan phim Việt Nam   | 2023 | Nam diễn viên chính xuất sắc nhất                | Đào, phở và piano | Đề cử     | [ 86 ]               |
| Giải thưởng Ngôi Sao Xanh | 2024 | Nam diễn viên phụ phim truyền hình xuất sắc nhất | Nữ luật sư        | Đoạt giải | [ 87 ]               |